# Pinguecola
La pinguecola o pinguecula è una formazione degenerativa di colorito bianco nelle fasi iniziali, giallastro in quelle avanzate, leggermente sporgente nella fase infiammatoria acuta e cronica, che si forma nell'occhio sulla congiuntiva, soprattutto dal lato nasale, in genere nella zona tra le palpebre, esposta alla luce solare, in vicinanze o in coincidenza del limbus, senza normalmente coinvolgere la zona corneale. Si distingue pertanto dallo pterigio. Non ha effetti sulla funzione visiva e data la natura benigna, esita normalmente in danno meramente estetico, ma può impedire l'utilizzo delle lenti a contatto.

## Natura ed evoluzione
Si tratta di un'ipertrofia congiuntivale con degenerazione del tessuto elastico formato dalle fibrille sottili e trasparenti di collagene della congiuntiva e cronicizza in un ammasso amorfo di colore giallastro costituito fibre degenerate, talvolta calcificate con assottigliamento dell'epitelio congiuntivale. Se diviene un problema estetico, diventa sintomatica o propende alla metaplasia ed iperplasia, la pinguecola può essere escissa, però ha tendenza alla recidiva. Sconfina frequentemente con evoluzione in pterigio.
A seguito di un'esposizione a fattori irritanti, come la polvere, il vento o il sole, l'aria estremamente secca tende a virare in fase infiammatoria acuta, pinguecolite, vascolarizzandosi ed estendendosi talvolta verso la palpebra. In questa fase provoca una sensazione di corpo estraneo e bruciore.
Istologicamente si presenta come degenerazione del tessuto fibroso dello stroma congiuntivale. L'epitelio squamoso, il più delle volte normale, può essere ispessito per aumento del numero delle cellule o assottigliato nelle zone più esposte della porzione palpebrale.
All'esame ultrabiomicroscopico la pinguecola si presenta come una lesione congiuntivale più o meno rilevata, a bassa reflettività.

## Eziologia e diffusione
La sua eziologia è tuttora discussa. Sembra che sia in rapporto con alterazioni di nutrizione da parte dei vasi linfatici e sanguigni dovuta all'azione solare. Difatti è diffusa soprattutto, nelle zone tropicali, tra le persone di mezza età o più anziane che sono solite trascorrere molto del loro tempo al sole. 
Si può però riscontrare anche nelle persone più giovani ed anche nei bambini. Altri fattori ambientali, quali il calore e la polvere, sembrano giocare un ruolo preponderante.

## Trattamento
Nelle fasi iniziali delle forme più lievi o per curare o prevenire l'infiammazione si possono utilizzare lacrime artificiali ed evitare il contatto con agenti infiammatori. Nelle forme croniche si elimina attraverso l'asportazione chirurgica ma tende a recidivare.

## Associazioni
Si associa frequentemente con la Malattia di Gaucher.